# Chvojenský potok (přítok Jílovského potoka)
Chvojenský potok je pravostranný přítok Jílovského potoka v okrese Děčín v Ústeckém kraji. Délka toku činí 2,4 km a kromě dvou drobných potůčků nemá žádný další přítok. 

## Průběh toku
Chvojenský potok pramení mezi vrchy Chvojenec (509 m) a Liščí kopec (505 m) na hranici lužního lesa a louky v nadmořské výšce 477 metrů. Jeho převládající směr je severozápadní, avšak s rostoucí vzdáleností k ústí se orientace toku přesouvá k severu. Zhruba 600 m pod pramenem  potok mizí a v délce cca 50 m je zde koryto zcela bez vody. Na posledních 150 metrech v Libouchci, kde do Jílovského potoka ústí přibližně ve výšce 356 m nad mořem je sever jeho dominantním směrem. 

### Pramen
Pramen se nachází na kraji lesa v nadmořské výšce 477 m. Nicméně dle dostupných map by pramen měl být spíše o 280 m dál na jihovýchod ve výšce 485 m, skutečnost tomu však neodpovídá. 
Mezi vrchem Chvojenec a Liščím kopcem, necelých 500 m od prameniště Chvojenského potoka, pramení i Žďárský potok, přítok Klíšského potoka, který se v Ústí nad Labem vlévá do řeky Bíliny. 

## Galerie

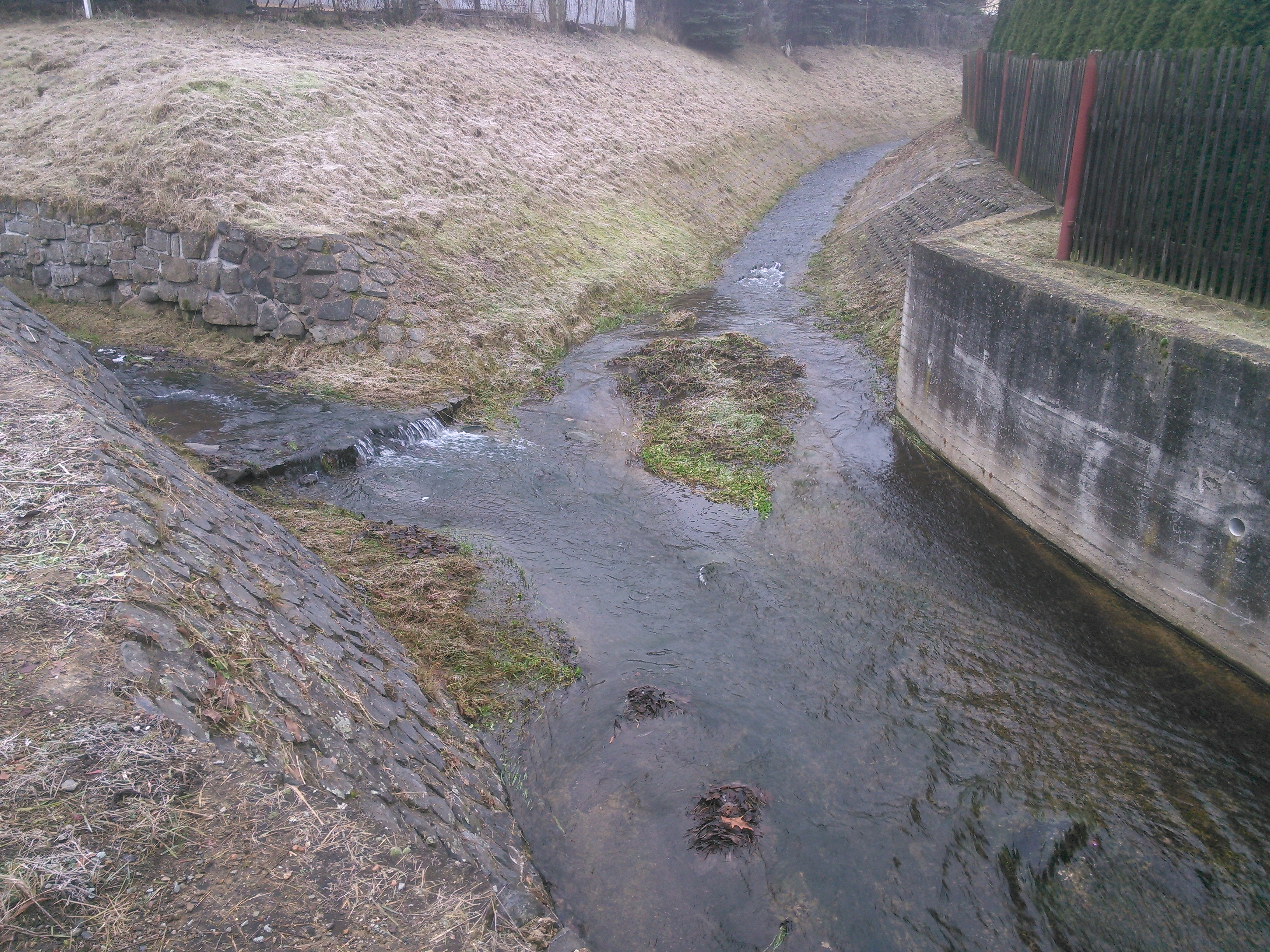
Soutok s Jílovským potokem
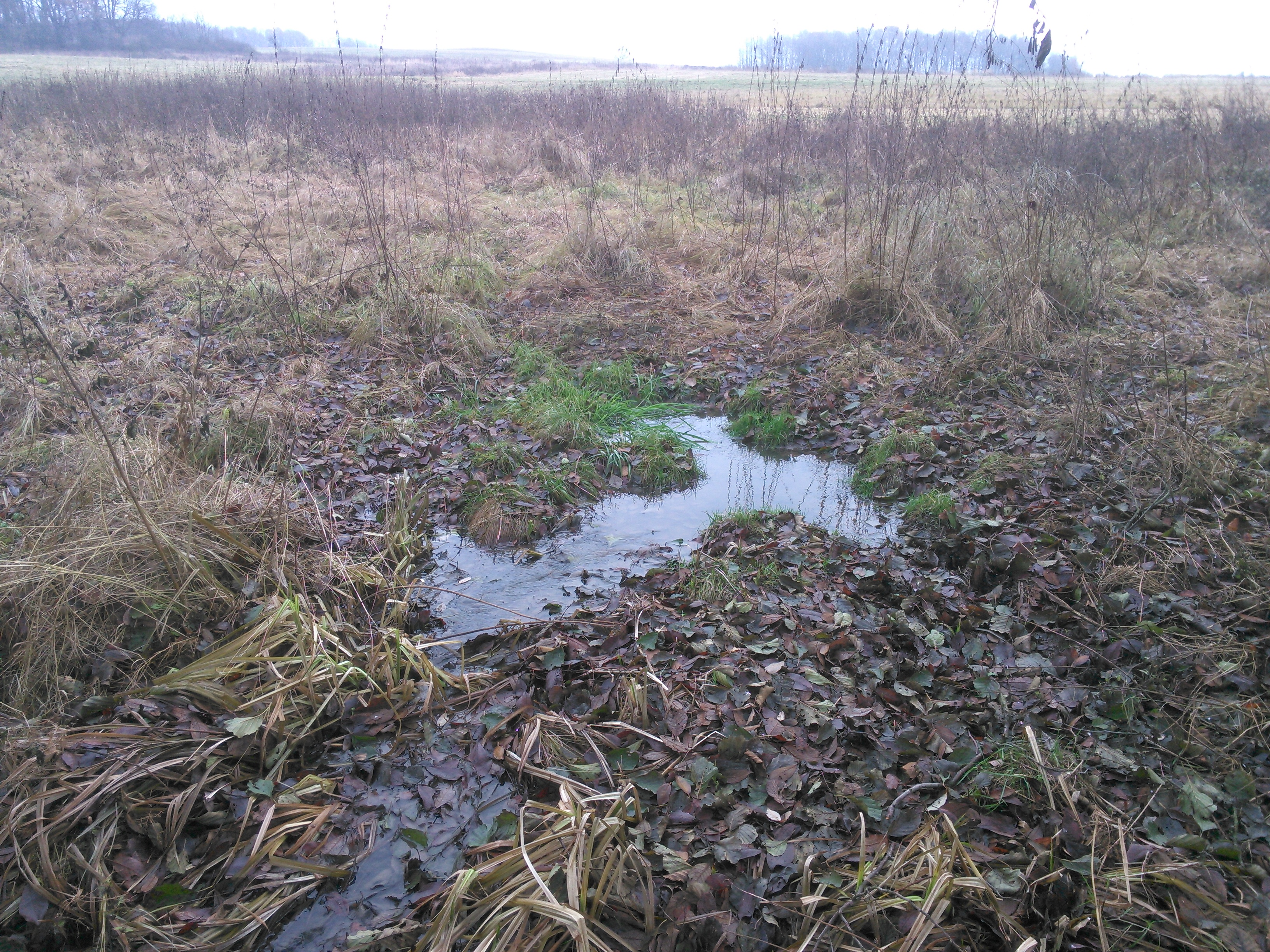
Pramen
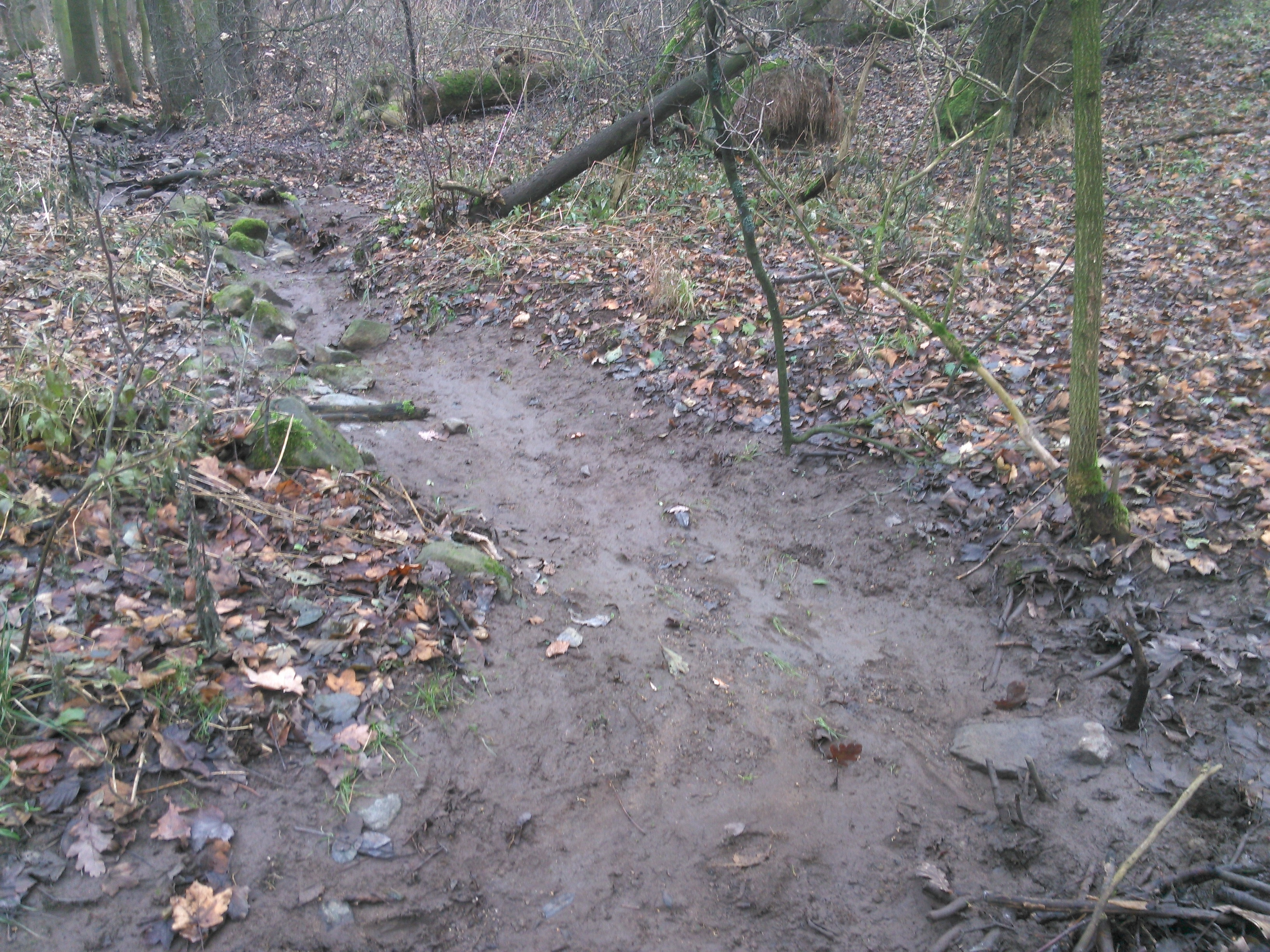
Propadání
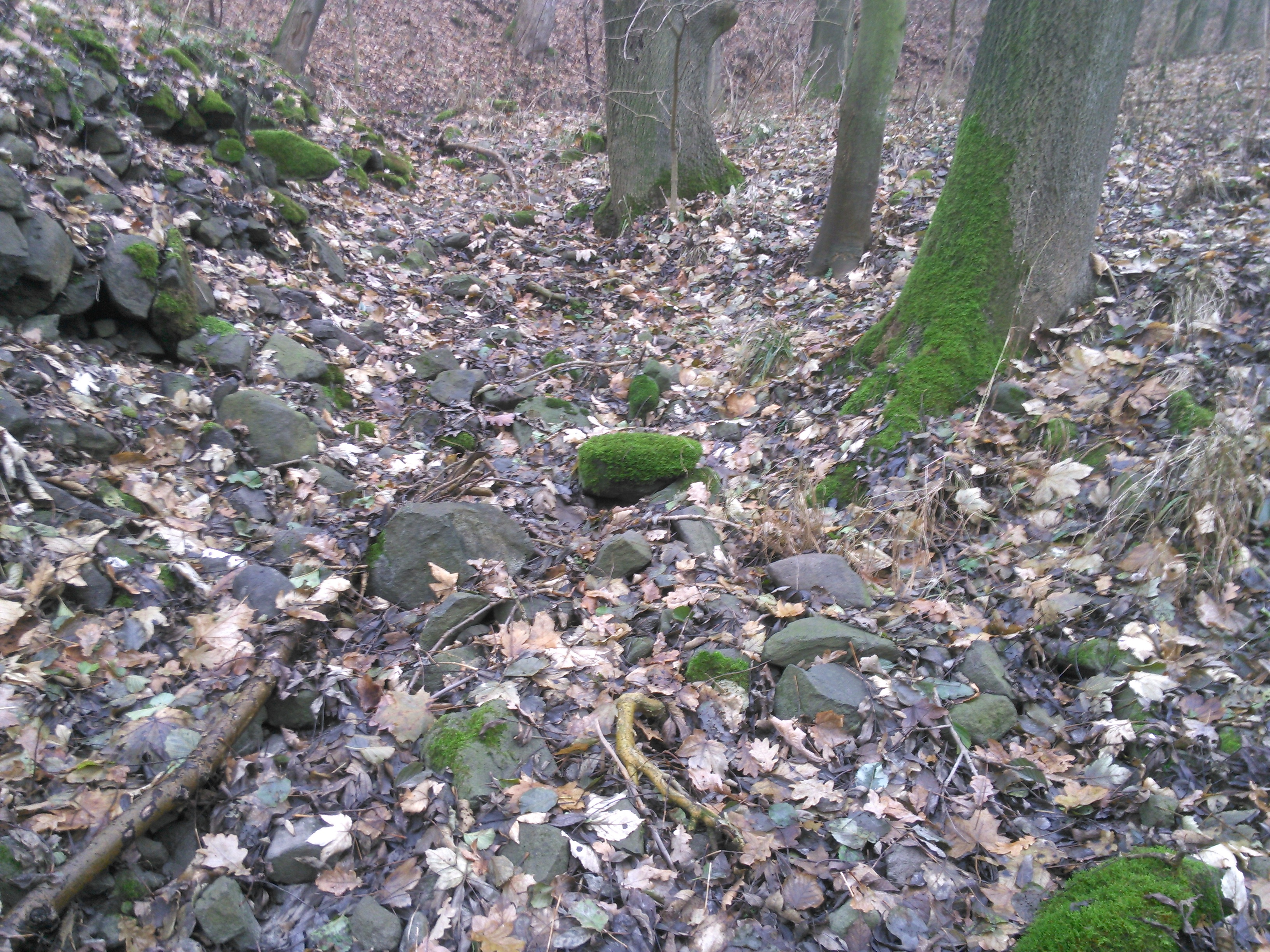
Propadání